# Feggeklit

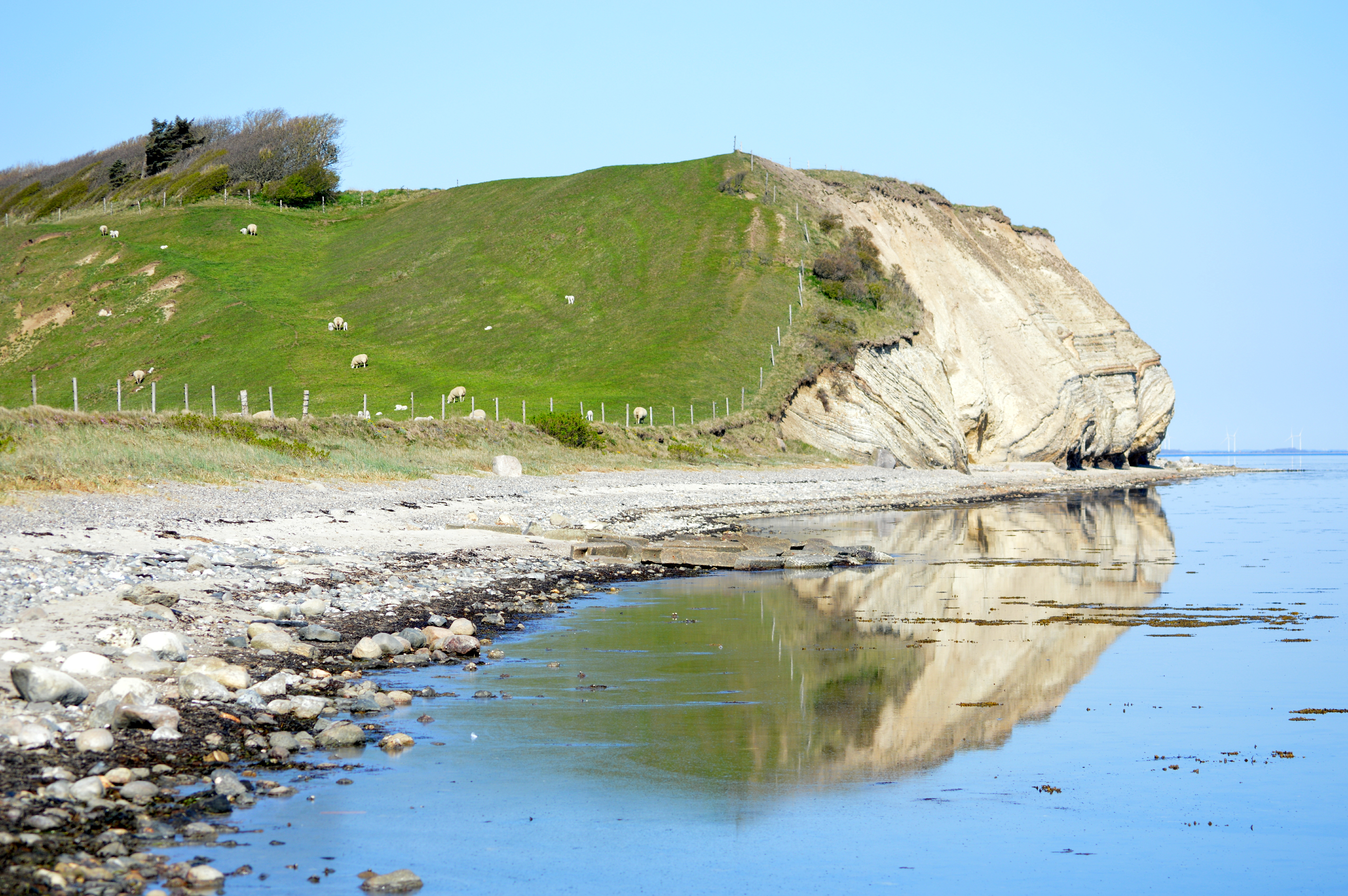
Feggeklit.

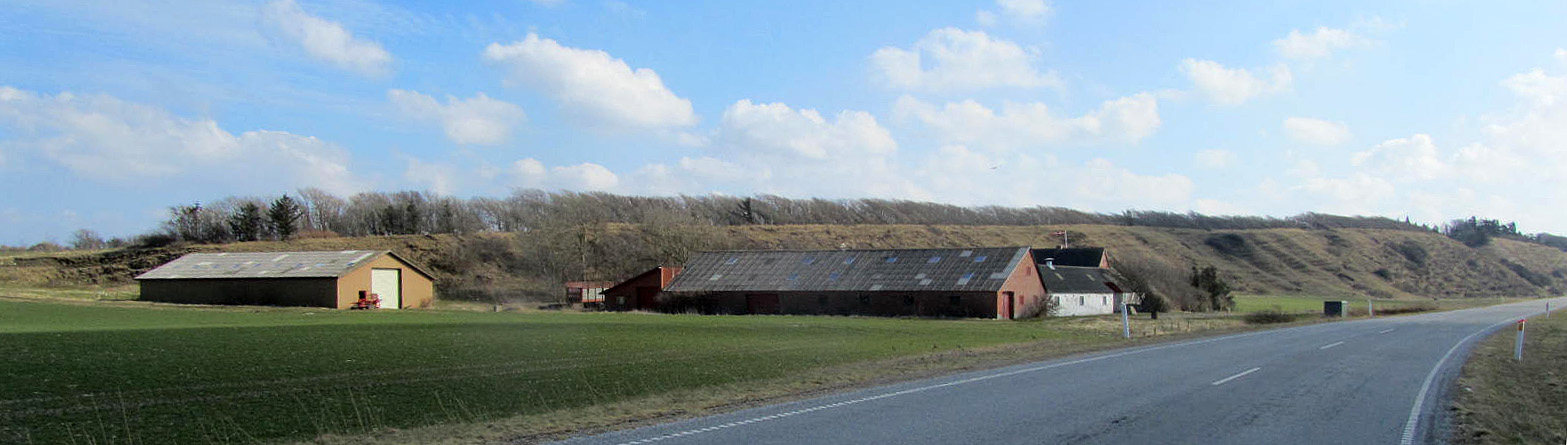
Feggeklit sett från nordväst.

Feggeklit är en klint av moler i Danmark. Den ligger på norra sidan av ön Mors i Region Nordjylland, i den nordvästra delen av landet vid Limfjorden. Feggeklit är cirka en kilometer lång, 300 meter bred  och ligger 25 meter över havet. Västra sidan är täckt med gräs medan östsidan är en klippvägg uppvisande inte mindre än 146 lager moler (diatomit) och vulkanisk aska från en vulkan som för cirka 54 miljoner år sedan låg i nuvarande Nordsjön. Toppen av Feggeklit består av moränlera. Innan landhöjningen tog sin början var Feggeklit en ö, som dock numera är förbunden med Mors via en låg landbrygga. Ett liknande näs på nordöstra sidan binder samman Feggeklit med Feggerøn.
Terrängen runt Feggeklit är mycket platt. Den högsta punkten i närheten är 37 meter över havet, 2,6 km söder om Feggeklit. Närmaste större samhälle är Thisted, 13,6 km väster om Feggeklit. Från Feggeklit finns en färjeförbindelse över Feggesund till Thy.
Delar av Feggeklit (95 hektar) fredades 1963 och är inte längre tillgängliga för allmänheten. Det är dock fortfarande tillåtet att besöka ″Kong Fegges grav″ längst upp på åsen. Feggeklit ingår i Natura 2000.

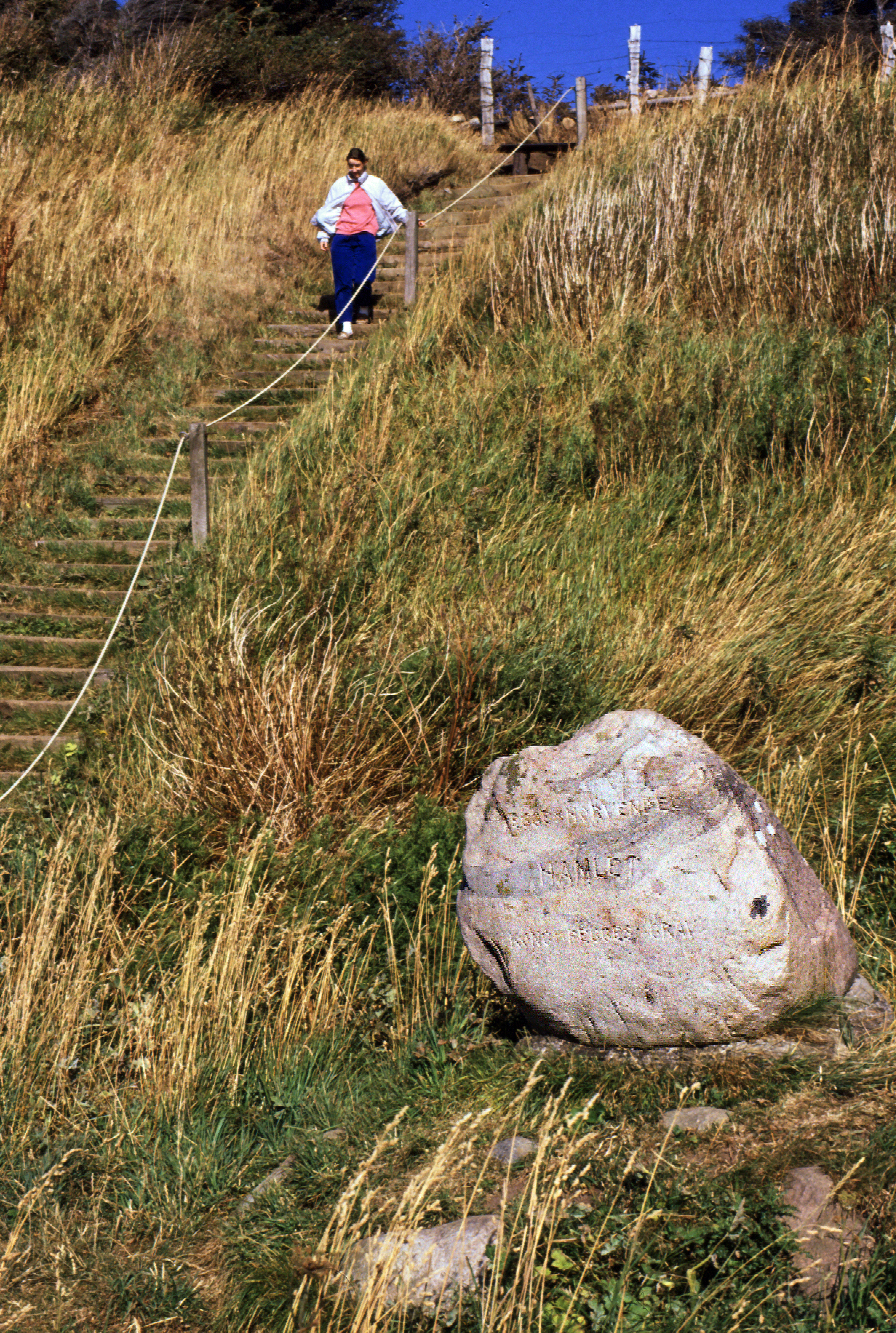
Sten som markerar ″Kong Fegges grav″. Även Hamlet och hans fader är nämnda på stenen.

## Historia
Enligt gamla sägner låg i äldre tid på Feggeklit en kungsgård, där några av Jyllands sagokungar sägs ha residerat. En av de mest frejdade var, enligt Saxo Grammaticus, kung Horvendil (Horwendillus). Han var gift med Gerutha, dotter till kung Hrörek av Lejre (Roricus), och hade med henne sonen Amlet (Amlethus). Men Horvendil mördades av sin bror Fenge (Fengo) – i sägnerna kallad Fegge – som därefter gifte sig med hans änka. Amlet, som genomskådade ränkspelet, tvingades spela galen för att rädda sitt liv. Till sist lyckades han dock hämna sin far och dräpa sin onde farbror. Fenge (″Fegge″) sägs enligt sägnen ligga begraven på toppen av Feggeklit, där en sten sattes upp 1929 för att markera platsen.
William Shakespeares drama Hamlet, som skrevs omkring 1600, baserar sig på Saxos berättelse. Men i stället för Feggeklit på Mors lät Shakespeare handlingen utspela sig på Kronborg i Helsingør, som vid denna tid var välkänt i England på grund av öresundstullen.